# Desisopsis
Desisopsis is een kevergeslacht uit de familie van de boktorren (Cerambycidae). De wetenschappelijke naam van het geslacht werd voor het eerst geldig gepubliceerd in 1995 door Hüdepohl.

## Soorten
Desisopsis omvat de volgende soorten:
- Desisopsis maculata Hüdepohl, 1995
- Desisopsis magallanesorum Vives, 2012